# ميخائيل وارد (عالم عقيدة)
ميخائيل وارد (بالإنجليزية: Michael Ward)‏ هو عالم عقيدة بريطاني، ولد في 6 يناير 1968 في Cuckfield ‏ في المملكة المتحدة.